# Kanton Zürich
Kanton Zürich (lokalno narečno Züri, francosko Zurich, italijansko Zurigo, retoromansko Turitg, popularno tudi Zürichbiet ali narečno Züripiet) je švicarski kanton, ki leži na severozahodu Mittellanda - planote, med Visokim Renom in Züriškim jezerom. Po številu prebivalcev je na prvem mestu med švicarskimi kantoni. Njegovo največje in de facto glavno mesto je največje švicarsko mesto Zürich, drugi večji mesti v kantonu pa sta zlasti Winterthur ter Bülach.
Uradni jezik je nemščina. Pogosto govorijo lokalno švicarsko nemško narečje, imenovano züritüütsch.

## Zgodovina

### Zgodnja zgodovina
Prazgodovinska kolišča okoli Züriškega jezera obsegajo 11 od skupaj 56 prazgodovinskih kolišč okoli Alp v Švici, ki so še v kantonih Schwyz, St. Gallen in Zürich in so na seznamu Unescove dediščine. Na obali jezera so Freienbach – Hurden Rosshorn, Freienbach – Hurden Seefeld, Rapperswil-Jona / Hombrechtikon – Feldbach, Rapperswil-Jona – Technikum, Erlenbach – Winkel, Meilen – Rorenhaab, Wädenswil – Vorder Auge, Zorder Alpenquai, Grosser Hafner in Kleiner Hafner. Ker se je jezero sčasoma povečalo, so prvotni piloti zdaj približno 4 do 13 metrov pod vodno gladino na koti 406 metrov. Tudi na majhni površini okoli 40 kvadratnih kilometrov okoli Züriškega jezera sta tudi naselji Greifensee – Storen / Wildsberg ob Greifenseeju in Wetzikon – Robenhausen na obali jezera Pfäffikersee. Vsako od teh 11 prazgodovinskih kolišč je poleg 56 švicarskih najdišč na Unescovem seznamu svetovne dediščine tudi na švicarskem popisu kulturnih dobrin državnega in regionalnega pomena.
Zurihgauuia (Zürichgau) je bila podenota Turgowe (Thurgau) v vojvodini Alemaniji, ki je bila približno sestavljena iz ozemlja med rekama Reuss in Töss. Od 740-ih je bil velik del Zürichgaua v lasti samostana Sankt Gallen. Okoli leta 760 je upravna reorganizacija grofov Rutharda in Warina grajsko mesto Zürich izvzela iz skupne vladavine. Okrožje Zürichgau je bilo ustanovljeno pod  Ludvikom Pobožnim za grofa Ruadkerja, leta 820. Zürichgau (Zürichgeuue) je v poznem 9. stoletju ostal nominalno ločeno ozemlje, vendar mu je pogosto vladal isti grof kot Thurgau. Leta 915 je Zürichgau skupaj s Thurgau padel pod švicarske vojvode Bucharding. Konec 10. stoletja je grofiji Zürich vladal Nellenburger, v letih 1077–1172 pa Lenzburger. Do 13. stoletja je bil Zürichgau razdeljen med Habsburžane in Kyburgerje, ki so imeli ozemlje zahodno oziroma vzhodno od Züriškega jezera.

### Mestna država
Ozemlje kantona Zürich ustreza ozemlju, ki ga je mesto Zürich pridobilo po tem, ko je ) leta 1218 postalo cesarska neposrednost (reichsfrei. Zürich je nadaljeval politiko agresivne teritorialne širitve, zlasti v stoletju po revoluciji cehov leta 1336. Švicarski konfederaciji se je pridružil leta 1351.
Zürich je zahteval in izgubil Toggenburg v stari züriški vojni v 1440-ih. Severni deli do reke Ren so prišli v kanton, potem ko je mesto Zürich leta 1468 od Habsburžanov kupilo Winterthur. Leta 1651 je Zürich od grofov Sulz kupil Rafzerfeld. V tem trenutku je bilo skoraj vse ozemlje sodobnega kantona (pa tudi nekatera ozemlja zunaj njegovih sodobnih meja) v lasti Züricha; izjeme vključujejo Wülflingen (pridobljen leta 1760), Buch (pridobljen leta 1761), Dietikon, ki je bil kondominij, in Rheinau (v lasti opatije Rheinau).
V 18. stoletju so bili 'notranji izvršitelji' (Innere Vogteien) pod neposredno upravo mestnih oblasti, medtem ko so 'zunanjim izvršiteljem' (Äussere Vogteien) vladali vogti Kyburg, Grüningen, Greifensee, Eglisau, Regensberg, Andelfingen, Wädenswil in Knonau. Mesto Winterthur je bilo nominalno podrejeno Zürichu, vendar je ohranilo daljnosežno avtonomijo.
Zürichgau, ime srednjeveškega pagus, je bilo v uporabi v 15. in 16. stoletju na ozemljih mesta Zürich; izraz kanton se je postopoma začel uporabljati v 16. stoletju, vendar se je Zürichgau še naprej pogosto uporabljal tudi v 19. stoletju (postajal zastarel po nastanku modernega kantona leta 1831).
Pod kratkotrajno Helvetsko republiko (1798–1803) je kanton Zürich postal navadna upravna enota. Leta 1803 so se nekatere nekdanje posesti Züricha na zahodu osamosvojile kot del kantona Aargau. Leta 1804 je bil Kantonspolizei Zürich ustanovljen kot Landjäger-Corps des Kantons Zürich.

### Sodobni kanton
Leta 1814 je bila pripravljena kantonalna ustava, ki jo je leta 1831 nadomestila radikalno-liberalna. Züriputsch, oborožena vstaja konservativnega podeželskega prebivalstva proti radikalno-liberalni ureditvi, je privedla do razpada kantonalne vlade, začasno konservativno vlado pa je postavil polkovnik Paul Carl Eduard Ziegler. Pod grožnjo posredovanja drugih radikalno-liberalnih kantonov Konfederacije je začasna vlada izjavila, da bo ustava iz leta 1831 ostala v veljavi. Na burnem zasedanju 9. septembra 1839 je kantonalni parlament razglasil razpustitev. V tako imenovanem septembrskem režimu (Septemberregime) je novoizvoljena kantonalna vlada zamenjala vse kantonalne funkcionarje s konservativci, vendar jo je z radikalno-liberalno volilno zmago leta 1844 znova odstavila.
Alfred Escher je bil član novega kantonalnega parlamenta leta 1844; leta 1848 je bil izvoljen v kantonalno vlado in kasneje istega leta v prvi državni svet po novi zvezni ustavi. V radikalno-liberalni dobi 1844–1868 je prevladoval tako imenovani System Escher, mreža liberalnih politikov in industrialcev, ki jo je zgradil Alfred Escher. Escher je kantonu upravljal skoraj na monarhičen način in so ga popularno poimenovali Alfred I. ali car vsega Züricha. Escher je nadzoroval vse kantonalne institucije, sprva z zelo malo političnega nasprotovanja in izničil vse sledi konservativnega prevzema leta 1839. Pod Escherjem se je mesto Zürich dvignilo v status gospodarskega in finančnega središča, ki ga še vedno ohranja. Nasprotovanje prevladi Sytstema Escher se je po letu 1863. povečalo. Kantonalni vladi so očitali, naj nadaljuje sistem aristokratske vladavine, ki jo je liberalizem zahteval odpraviti. Opozicijsko demokratično gibanje je bilo osredotočeno na Winterthur, ki sta ga vodila župan Johann Jakob Sulzer in publicist Salomon Bleuler. Uspeli so vsiliti uvedbo neposrednega demokratičnega instrumenta ljudske pobude leta 1865, ki je povzročil revizijo kantonalne ustave. Aprila 1869 je bila s splošnim glasovanjem sprejeta nova kantonalna ustava, ki je uvedla dodatne neposredne demokratične elemente in ljudske volitve tako kantonalne vlade kot predstavnikov kantona v zveznem svetu držav. Nova ustava je prav tako odpravila smrtno kazen (zadnja usmrtitev v Zürichu je bila leta 1810, zadnja javna usmrtitev z giljotino leta 1865), zajamčena svoboda vere in svobode združevanja ter uvedeni progresivni davki.
Kantonalna banka je bila ustanovljena leta 1870 za urejanje kantonskih posojil s fiksnimi obrestnimi merami za kmetije in podjetja.
Leta 1916 je bil sprejet zakon o sorazmerni zastopanosti, ki je podpiral vzpon socialnih demokratov. Predlog za uvedbo volilne pravice žensk je bil leta 1920 zavrnjen; volilna pravica je bila uvedena na občinski ravni leta 1969, na kantonalni pa leta 1970, tik pred njeno uvedbo z zveznim zakonom, sprejetim leta 1971.
Gospodarska rast se je nadaljevala tudi v 20. stoletju. Prvo letališče je bilo zgrajeno v Dübendorfu leta 1910, leta 1948 ga je nadomestilo mednarodno letališče Kloten. Hitra urbanizacija se je v zadnjih desetletjih 20. stoletja razširila po celotnem kantonu in širše, nato pa jo je S-Bahn od leta 1990 še pospešil, a nekaj občin v Weinlandu, Knonaueramtu in Oberlandu še vedno ni v bližini poti do mesta.
Trenutna ustava je januarja 2006 nadomestila ustavo iz leta 1869.
Antiquarische Gesellschaft v Zürichu je organizacija, namenjena ohranjanju zgodovine kantona, v Staatsarchiv Zürichu je državni arhiv.

## Geografija
- Najvišja točka: Schnebelhorn 1291,8 m
- Najnižja točka: 330 m ob Visokem Renu pri Weiachu
- Središče kantona Zürich: v Wangen-Brüttisellen

Večina kantona Zürich leži na švicarski planoti imenovani Mittelland. Skrajni jugovzhod kantona pa je predalpski, skrajni severozahod pa del vzhodnega vznožja Jure. Kanton meji na severu na kanton Schaffhausen in Nemčijo, na zahodu na kanton Aargau, na jugu na kantona Zug in  Schwyz, na vzhodu pa na kantona  Thurgau in  St. Gallen. Vzhodna Švica se začne vzhodno od kantona Zürich.
Z Rafzerfeldom je kanton Zürich eden od le treh kantonov, skupaj z Basel-Stadtom in Schaffhausnom, ki imajo območja desno od Visokega Rena.

### Vode
Največje vodno telo v kantonu je podolgovato Züriško jezero, ki se razteza v južni del kantona in vključuje tudi dele vzhodnih sosednjih kantonov Schwyz in St. Gallen. Še dve večji jezeri v Züriškem Oberlandu sta Greifensee in Pfäffikersee, Türlersee, Katzensee, Lützelsee in Husemersee so manjša vodna telesa.
Reka Limmat zapusti Züriško jezero v mestu Zürich, da se kasneje združi z rekama  Reuss in Aare v kantonu Aargau in z Renom blizu Koblenza. Odseki Rena tvorijo mejo s kantonom Schaffhausen in državno mejo med Švico in Nemčijo. Reka Glatt, katere celotni potek leži v kantonu, odmaka Glatttal in Züriški Oberland in se izliva v Ren blizu Glattfeldna v Züriškem Unterlandu. Reka Töss je tudi gorska reka, ki izvira v Züriškem Oberlandu in se pri Tösseggu izliva v Ren. Tudi reka Thur zadnjih nekaj kilometrov teče skozi kanton Zürich. Reka Sihl izvira v kantonu Schwyz, teče skozi dolino Zürich Sihl in se izliva v Limmat v Zürichu. Na jugozahodu Reuss tvori majhen odsek meje z Aargauom.
Majhne, a z vodo bogate gorske reke in potoki v Züriškem Oberlandu so s svojimi hidroelektrarnami postavile začetek švicarske industrije pred dvema stoletjema.

### Gore
Najvišja gora v kantonu Zürich je Schnebelhorn na 1292 m. Drugi znani izletniški vrhovi so Bachtel in Hörnli. Lokalna gora mesta Zürich, Uetliberg, spada v verigo Albis, ki je visoka do 915 m. Lägern na severozahodu je že podaljšek Jure.

### Pokrajine
Kanton Zürich je razdeljen na različne manjše regije. Nekatere od njih so značilno podeželske, vendar je urbanizacija v kantonu zelo napredovala: prestolnica Zürich prevladuje nad kantonom.
Na skrajnem severu kantona, med Winterthurjem in Schaffhausnom, leži Zürcher Weinland – vinska dežela. Je zelo redko poseljena in je ohranila svoj podeželski značaj kot nobena druga regija v Zürichu. Regija Winterthur leži južno od Weinland. Winterthur je šesto največje mesto v Švici in drugo največje v kantonu.
Zürcher Unterland leži zahodno od regije Winterthur in severovzhodno od mesta Zürich. To je že del züriške aglomeracije, zlasti srednja dolina Glatttal je močno urbanizirana ali delno zlita s Zürichom, medtem ko so Furttal, Wehntal in Rafzerfeld na drugi strani Rena še vedno večinoma zunaj notranje aglomeracije. Letališče Zürich je tudi v Unterland.
Glavno mesto kantona Zürich, veliko mednarodno mesto z istim imenom, leži malo zahodno od geografskega središča kantona na severnem koncu Züriškega jezera. Tam zaseda celotno dolino, ki jo prečkata Limmat in Sihl ter meji na hribe Uetliberg, Hönggerberg, Zürichberg in Adlisberg. Zahodno od mesta, ob reki Limmat na meji s kantonom Aargau, leži regija Limmattal. To je močno raztegnjena, njene skupnosti so delno zrasle z mestom Zürich.
Züriško jezero se razprostira južno od mesta. Obe brežini sta obzidani tako rekoč brez vrzeli. Zaradi sončne lege je desni breg postal bogata tako imenovana Zlata obala (Goldküste), medtem ko levi breg včasih na malo pejorativen način imenujejo Pfnüselküste (Pfnüsel = vohati v züriški nemščini). Takoj za skupnostmi Züriškega jezera so hribi Zimmerberg (levi breg) in Pfannenstiel (desni breg). Zlasti Zimmerberg z regijo Hirzel v najjužnejši konici kantona je v primerjavi s tem redko poseljen.
Na jugovzhodu kantona leži delno predalpska dežela Zürich Oberland, v kateri najdemo predmestja Züricha, izredno podeželska območja in srednje velika nekdanja industrijska središča (Uster, Wetzikon).
Na jugozahodnem koncu je Knonauer Amt, popularno znan kot Säuliamt. Od ostalega kantona ga ločuje veriga Albis in ima pretežno podeželski značaj. Dolina Sihl leži med Albisom in Zimmerbergom. Na njegovem severnem delu, ki je blizu mesta, so še druga predmestja Züricha, na jugu pa je praktično nenaseljeno.

### Občine
Kanton Zürich ima 162 političnih občin, ki so odgovorne za lokalno samoupravo; na primer, vsak posameznik ima pravico sam določiti stopnjo komunalnega davka.
Druge vrste kongregacij so šolske kongregacije, ki se vedno bolj vključujejo v politične kongregacije, kongregacije evangeličanske reforme ter rimske in krščanske katoliške kongregacije. Civilne župnije so obstajale do konca leta 2009.
Vsaka občina pripada enemu od dvanajstih okrožij, ki so decentralizirane enote kantonalne uprave in zato nimajo lastne avtonomije.
1.januarja 2016 sta se politični skupnosti Illnau-Effretikon in Kyburg združili in ustanovili novo politično skupnost Illnau-Effretikon.

### Okrožja
| Okrožje     | Št. prebivalcev 31. dec.2018 | Površina in km² | Središče           | BFS-Nr. |
| ----------- | ---------------------------- | --------------- | ------------------ | ------- |
| Zürich      | 415.367                      | 87,78           | Zürich             | 0112    |
| Winterthur  | 169.513                      | 251,19          | Winterthur         | 0110    |
| Bülach      | 151.486                      | 184,97          | Bülach             | 0103    |
| Uster       | 131.702                      | 112,20          | Uster              | 0109    |
| Horgen      | 124.801                      | 104,20          | Horgen             | 0106    |
| Meilen      | 104.412                      | 084,66          | Meilen             | 0107    |
| Hinwil      | 95.711                       | 179,54          | Hinwil             | 0105    |
| Dietikon    | 91.091                       | 060,16          | Dietikon           | 0111    |
| Dielsdorf   | 90.455                       | 152,83          | Dielsdorf          | 0104    |
| Pfäffikon   | 60.439                       | 163,66          | Pfäffikon          | 0108    |
| Affoltern   | 54.619                       | 113,06          | Affoltern am Albis | 0101    |
| Andelfingen | 31.372                       | 166,67          | Andelfingen        | 0102    |
| Skupaj (12) | 1.520.968                    | 1660,92         |                    |         |